# Бюст женщины (Мария Тереза)
Бюст женщины (Мария-Тереза) (англ. Bust of a Woman (Marie-Thérèse)) — скульптура испанского художника Пабло Пикассо, созданная в 1931 году, на которой изображена Мария-Тереза Вальтер, любовница Пикассо в то время. В 2016 году право собственности на скульптуру стало предметом судебного спора между Государством Катар и американским арт-дилером Ларри Гагосяном, который перепродал бюст Леону Блэку . 

## Описание
Скульптура представляет собой бюст из гипса. Нос скульптуры сформирован из изображения полового члена Пикассо, который накинут на лоб Вальтер. Биограф Пикассо Джон Ричардсон писал, что грудь бюста придаёт ему «вид сидящего сфинкса». 
Произведение было создано одновременно с другим гипсовым бюстом: «Голова женщины». Фотографии двух скульптур, сделанные в студии Пикассо в Буагелупе, показывают, что первоначально художник пытался соединить два бюста вместе и что у них обоих были длинные шеи, похожие на шеи жирафа. Голова женщины также имеет отсылки к гениталиям Пикассо: ее глазные яблоки уподоблены яичкам, а ее нос также смоделирован с пениса Пикассо.

## Критика
Блейк Гопник в статье для Artnet критиковал отношение Пикассо к Вальтер, считая, что «какой бы ни была личность Марии-Терезы до того, как она встретила Пабло, она играет, по крайней мере, в его сознании и в этой скульптуре, роль проводника его чрезмерной мужественности». Гопник обратил особое внимание на устье бюста, описав его как "... красивый, нежный, милый... бесценный? Как будто Пикассо нужно было признать красоту своей любовницы, а также, возможно, и его настоящую любовь к ней, даже когда он жестоко обходится с ней в искусстве. Или, может быть, он понял, что ее прекрасный рот имеет решающее значение для придания остальной части жестокости ". Гопник пришел к выводу, что «... вместо того, чтобы быть просто очаровательным шедевром, этот бюст за 100 миллионов долларов — работа трагического гения — того, с которым никто не должен хотеть жить... . Я ненавижу мужское шовинистское видение Пикассо о женщинах, но я должен восхищаться тем, как блестяще он его строит». 

## История
Бюст был представлен на крупнейшей за последние 50 лет выставке Скульптур Пикассо в Музее современного искусства (MoMa) в Нью-Йорке в 2016 году . 
В 2016 году возник юридический спор о продаже и владении скульптурой между художественным агентством Pelham Europe, действующим от имени катарской королевской семьи, и американским арт-дилером Ларри Гагосяном, который перепродал бюст Леону Блэку. Судебный процесс был назначен на сентябрь 2016 года, но в июне 2016 года с помощью владелицы скульптуры Майей Видмайер Пикассо было достигнуто соглашение и иск был урегулирован. По соглашению Леон Блэк получал скульптуру, а Видмайера Пикассо, платила Pelham Europe неизвестную сумму. 